# Kuojtakiloyan

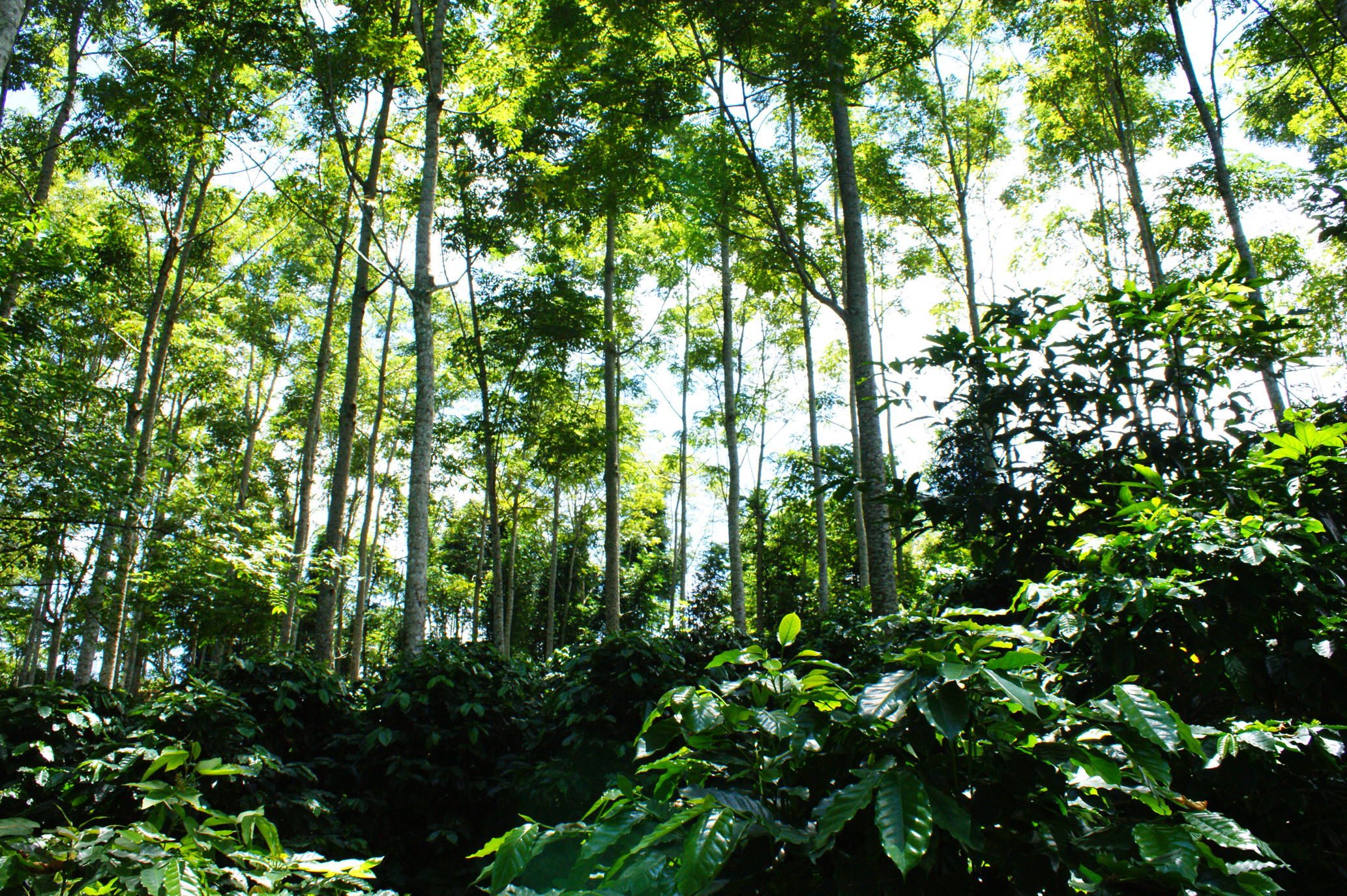
Coffea arabica na Sierra Norte de Puebla

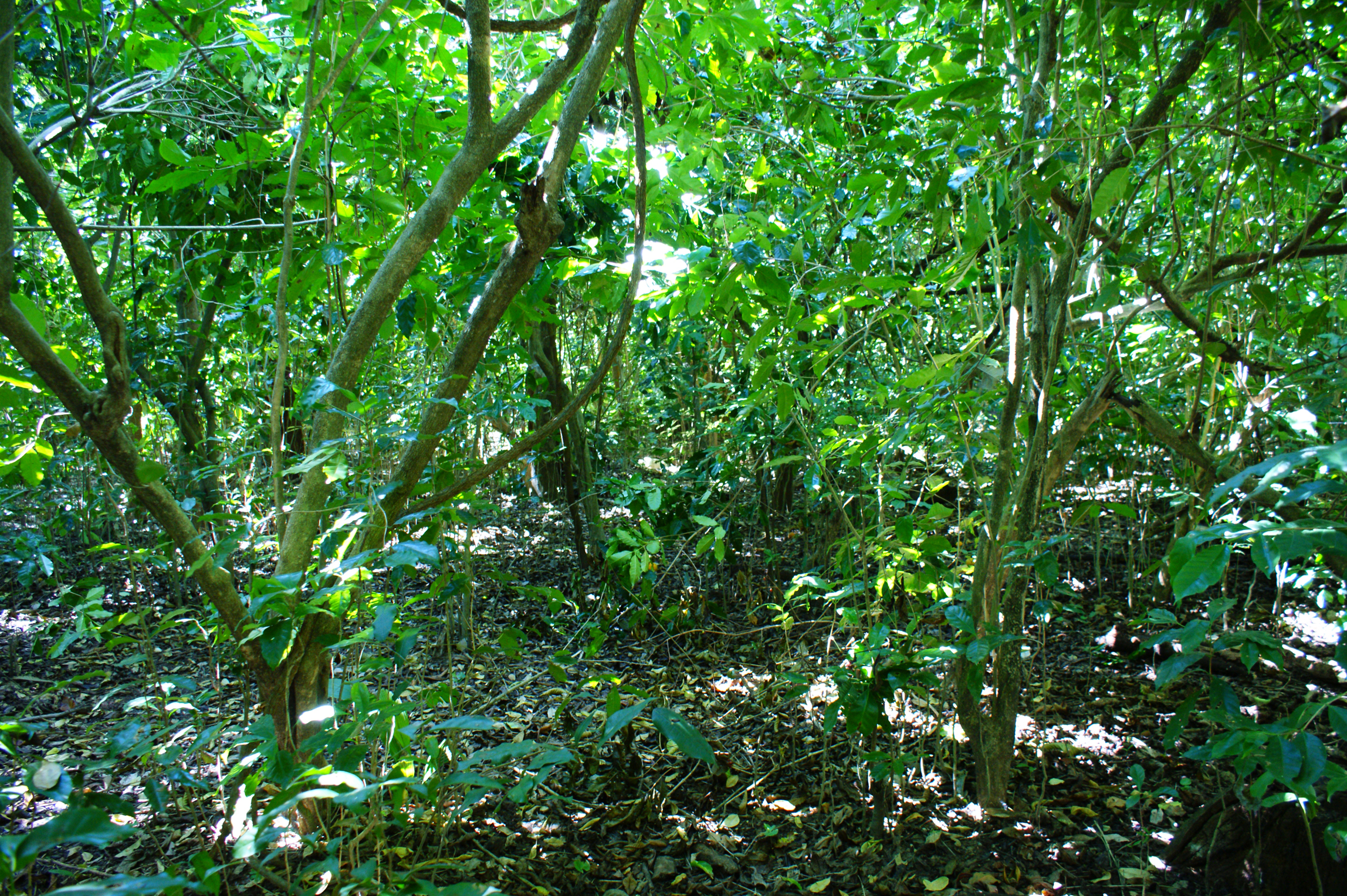
Kuojtakiloyan

Kuojtakiloyan é um termo masehual que significa "floresta útil" ou "floresta que produz", e é um sistema agroflorestal desenvolvido e mantido por povos indígenas da Sierra Norte do Estado de Puebla, México. Tornou-se uma fonte vital de recursos (alimentos, ervas medicinais, combustíveis, floricultura, etc.) para a população local, mas é também uma transformação respeitosa do meio ambiente, com sua biodiversidade e conservação da natureza. O kuojtakiloyan vem diretamente do conhecimento ancestral Nahua e Totonaku de seu ambiente natural. Apesar de seu desconhecimento entre a população mexicana dominante, muitos especialistas agronômicos do mundo o apontam como um caso de sucesso de agrofloresta sustentável praticada comunitariamente.
O kuojtakiloyan é uma policultura com paisagem de selva em que são cultivados abacates, batatas-doces, canela, cerejas pretas, chalahuits, frutas cítricas, cabaças, macadâmia, mangas, bananas e sapotas. Além disso, uma grande variedade de cogumelos e ervas comestíveis selvagens colhidos (quelites). O jonote é plantado pela sua fibra que é útil na cestaria, e também o bambu, que cresce rapidamente, para construir cabanas e outras estruturas. Concomitantemente ao kuojtakiloyan, o café sombra é cultivado (café bajo sombra em espanhol; kafentaj em masehual). A sombra é essencial para obter um café de alta qualidade. A população local tem favorecido a proliferação da abelha sem ferrão (pisilnekemej) ao incluir as plantas que ela poliniza. Das abelhas, eles obtêm mel, pólen, cera e própolis.